# Wasp (Schiff, 1940)
Die USS Wasp (CV-7) war ein amerikanischer Flugzeugträger, der als Ersatz für die schon ältere Langley am 19. September 1935 vom US-Marineministerium in Auftrag gegeben wurde. Der Entwurf war der einer verkleinerten Yorktown-Klasse.
Die Kiellegung fand am 1. April 1936 auf dem Fore River Shipyard der Bethlehem Steel Corporation in Quincy (Massachusetts) statt. Nach dem erfolgten Stapellauf am 4. April 1939 und der Indienststellung am 25. April 1940 tat die USS Wasp zwei Jahre lang im Atlantik Dienst als wichtiger Bestandteil der amerikanischen Neutralitätsbemühungen. Auch bei den ersten Operationen im Zweiten Weltkrieg war sie beteiligt. So unterstützte sie die Royal Navy bei der Verlegung von Flugzeugen der Royal Air Force nach Malta im Mittelmeer.
Im Juni 1942 wurde die USS Wasp in den Pazifischen Ozean beordert, wo sie die Marinestreitkräfte der USA nach den Trägerschlachten im Korallenmeer und bei Midway verstärken sollte. Dies geschah besonders in Hinsicht auf die zu erwartenden Offensivoperationen in der Südsee.

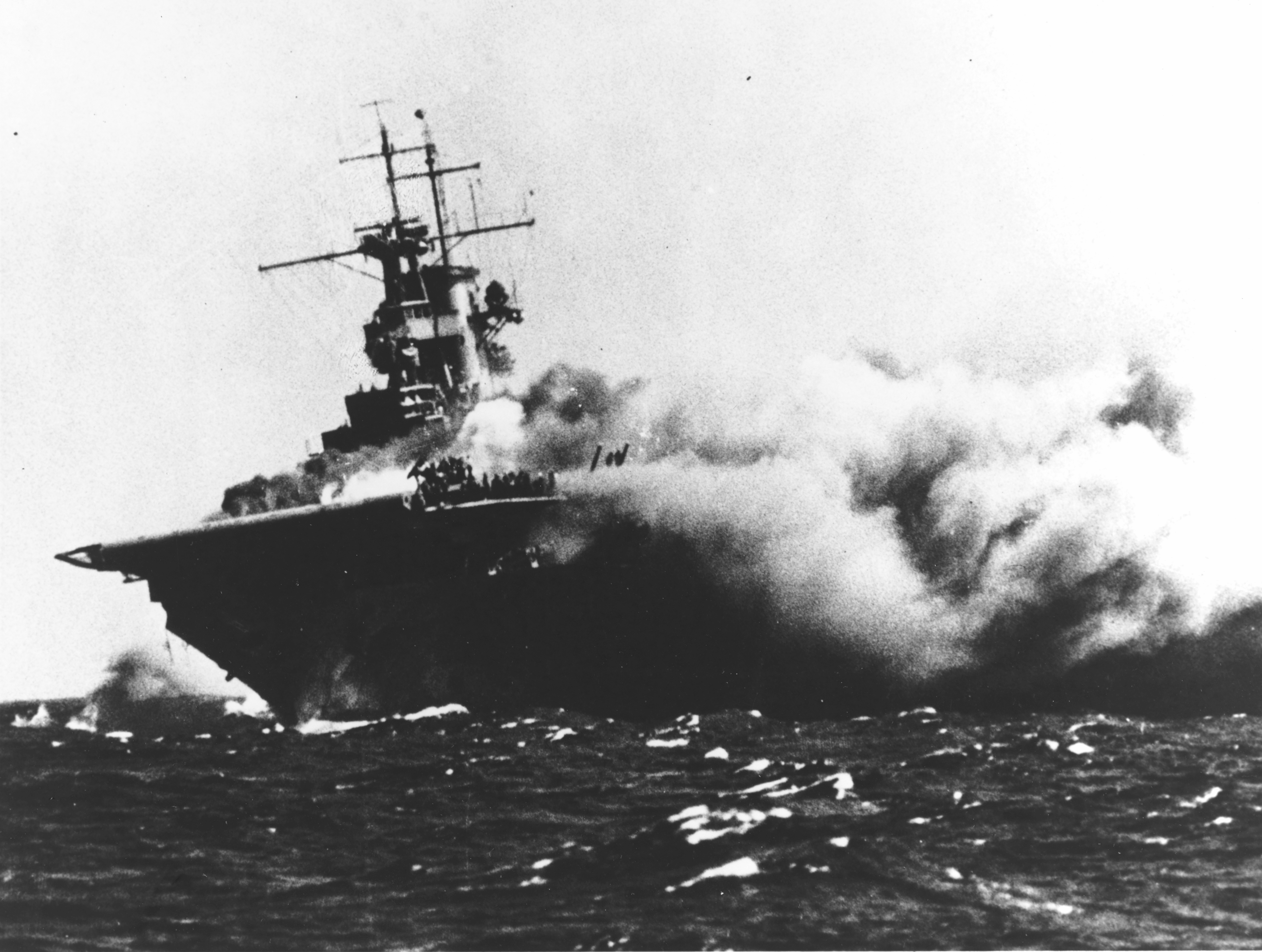
Das Schiff kurz nach der Torpedierung

Anfang August war die Wasp an der Invasion von Guadalcanal beteiligt. Anschließend half sie bei der Verteidigung der Insel gegen eine mögliche japanische Rückeroberung. Am 15. September 1942 wurde sie südlich von Guadalcanal vom japanischen U-Boot I-19 mit drei Torpedos schwer getroffen. Die daraufhin ausbrechenden Feuer waren unkontrollierbar, so dass das Schiff von der Mannschaft verlassen werden musste. 193 Besatzungsmitglieder kamen dabei ums Leben. Der begleitende Zerstörer Laffey und die Kreuzer Helena  und Salt Lake City nahmen die Überlebenden an Bord. Der Zerstörer Lansdowne versenkte die Wasp kurz darauf.
Das Wrack wurde am 12. März 2019 vom Forschungsschiff Petrel des verstorbenen Paul Allen entdeckt. Das Schiff liegt in einer Tiefe von 4200 Metern.